# Нигрис, Антонио де
Анто́нио де Ни́грис Гваха́рдо (исп. Antonio de Nigris Guajardo; 1 апреля 1978, Монтеррей, Мексика — 16 ноября 2009, Лариса, Греция) — мексиканский футболист, нападающий. 
Скончался от острого инфаркта миокарда.

## Личная жизнь
У Антонио была жена и на момент смерти игрока — 5-летняя дочь Миранда. Кроме того, младший брат Антонио, Альдо де Нигрис (род. в 1983), выступает в «Монтеррее», а с 2010 года — и за сборную Мексики. Старший брат, Альфонсо «Пончо» де Нигрис (род. в 1976) — известный в Мексике актёр и модель.